# 서연지
서연지(1989년 7월 26일 ~ )는 대한민국의 방송인이다.

## 출연 작품

### 방송
- 모락모락TV (Afreca TV)
- 스타 7224 (온게임넷)
- 용선생의 매너파일런 (온게임넷)
- 용선생의 매너파이터 (온게임넷)
- Exciting game 에다전설 (온게임넷)
- 어쨌든 미리크리스마스 (온게임넷)
- 켠김에 왕까지 (온게임넷)
- 황혼에서 새벽까지 (온게임넷)

## 같이 보기
- 최은애
- 이신애
- 김지인